# The Weatherman (album)
The Weatherman è il quinto album in studio del cantautore sudafricano-statunitense Gregory Alan Isakov, pubblicato nel 2013.

## Tracce
Testi e musiche di Gregory Alan Isakov (tranne se diversamente indicato).
1. Amsterdam – 3:18
2. Saint Valentine – 3:23
3. Second Chances – 3:49 (Gregory Alan Isakov, Ilan Isakov)
4. Living Proof – 4:17
5. Time Will Tell – 2:47
6. O' City Lights – 2:39
7. Astronaut – 2:09
8. California Open Back – 1:20
9. The Universe – 4:16
10. Suitcase Full of Sparks – 3:56 (Gregory Alan Isakov, Ron Scott, Johann Wagner)
11. Honey, It's Alright – 3:11
12. All Shades of Blue – 3:33 (Gregory Alan Isakov, Johann Wagner)
13. She Always Takes It Black – 2:50